# António Costa
Pour les articles homonymes, voir Costa.
António Luís Santos da Costa (/ɐ̃ˈtɔnju luˈiʃ ˈsɐ̃tuʒ dɐ ˈkɔʃtɐ/) est un homme d'État portugais, né le 17 juillet 1961 à Lisbonne. Membre du Parti socialiste (PS), il est Premier ministre de 2015 à 2024 et président du Conseil européen depuis décembre 2024.
Avocat, il est élu à l'assemblée municipale de Lisbonne en 1982 et intègre la direction du PS en 1986. À l'occasion des élections législatives de 1991, il devient député à l'Assemblée de la République.
Il entre au gouvernement en 1995, au poste de secrétaire d'État aux Affaires parlementaires. Il est élevé au rang de ministre en 1997. Deux ans plus tard, il est désigné ministre de la Justice. Après les élections législatives anticipées de 2002, il prend la présidence du groupe PS, désormais dans l'opposition. Il est élu en 2004 au Parlement européen.
Les socialistes étant revenus au pouvoir en 2005, il devient ministre d'État, ministre de l'Administration interne. Il démissionne en 2007, afin de se présenter à l'élection municipale partielle de Lisbonne, qu'il remporte. Il est réélu en 2009 et 2013, avec une majorité absolue.
Après le résultat mitigé du PS aux élections européennes de 2014, il conteste la direction à António José Seguro, qui organise des primaires ouvertes pour désigner le chef de file aux élections législatives. Il s'impose avec 68 % des voix, aussi Seguro démissionne du secrétariat général du parti. Costa y est alors élu avec 96 % des suffrages.
Aux élections législatives de 2015, les socialistes se classent deuxième, mais la coalition au pouvoir perd sa majorité absolue. Ayant conclu des accords de soutien sans participation avec la gauche radicale et les communistes, António Costa prend la tête du gouvernement. Reconduit avec une majorité relative après les élections de 2019, il obtient la majorité absolue lors des élections anticipées de 2022.
Son troisième mandat est marqué par plusieurs scandales qui affectent sa popularité. En 2023, il annonce sa démission à la suite de l'ouverture par le ministère public d'une enquête pour des faits présumés de corruption à son encontre et celle de plusieurs ministres.
L'année suivante, juste après avoir quitté la tête du gouvernement portugais, il devient président du Conseil européen et président des sommets de la zone euro.

## Biographie

### Jeunesse
António Costa est le fils de l'écrivain Orlando da Costa (né à Lourenço Marques — actuelle Maputo — au Mozambique, dans une famille catholique goanaise originaire de Margao à Goa en Inde) et de la journaliste Maria Antónia Palla (née dos Santos),,.
En 1975, à l'âge de 14 ans, il adhère aux Jeunesses socialistes (JS). Il entre ensuite à l'université classique de Lisbonne, où il obtient sa licence de droit et science politique. Entre 1982 et 1984, il a fait partie de la direction de l'association académique de la faculté de droit de Lisbonne (AAFDL).

### Débuts en politique
Il entre à l'assemblée municipale de Lisbonne en 1982. Devenu avocat après un stage dans le cabinet de Jorge Sampaio, il intègre la direction nationale du Parti socialiste en 1986 sous l'autorité de Vítor Constâncio, où il est reconduit par Sampaio en 1989.
Lors des élections législatives du 6 octobre 1991, il est élu député du district de Lisbonne à l'Assemblée de la République, à l'âge de 30 ans. Aux élections locales du 12 décembre 1993, il se présente au conseil exécutif de Loures, dont il est élu membre, abandonnant ainsi son mandat local à Lisbonne.

### Jeune ministre d'António Guterres
Le 30 octobre 1995, il obtient son premier poste gouvernemental en devenant secrétaire d'État aux Affaires parlementaires dans le premier gouvernement d'António Guterres. Pour l'élection présidentielle du 14 janvier 1996, il dirige la campagne de Jorge Sampaio, qui s'impose avec 53,9 % des voix.
À l'occasion du remaniement ministériel du 26 novembre 1997, il est élevé au rang de ministre, conservant les mêmes attributions. Il se voit confier le portefeuille de la Justice lorsque Guterres forme son second cabinet, le 25 octobre 1999.

### Dans l'opposition
Il doit cependant l'abandonner le 8 avril 2002, le Parti socialiste, ayant perdu les législatives du 17 mars. Il devient alors président du groupe parlementaire socialiste jusqu'au 31 mars 2004, puis est élu député européen lors des élections du 13 juin. Il est désigné vice-président du Parlement européen le mois suivant.

### Ministre de l'Intérieur
Le 14 mars 2005, António Costa est nommé ministre d'État et ministre de l'Intérieur dans le XVIIe gouvernement constitutionnel, dirigé par le nouveau Premier ministre José Sócrates. Il démissionne cependant le 17 mai 2007 afin de se porter candidat à la mairie de Lisbonne lors d'élections municipales anticipées convoquées le 17 juillet.

### Maire de Lisbonne
Il remporte le scrutin avec 29,5 % des voix, ce qui lui donne 6 sièges sur 17 au conseil municipal (câmara municipal). Le 1er août 2007, António Costa devient maire (presidente da câmara municipal) de Lisbonne. Candidat à sa succession lors des élections locales du 11 octobre 2009, il obtient un second mandat avec 44 % des voix, soit une majorité absolue de 9 élus sur 17 au conseil municipal. À l'issue de la mandature, il est reconduit une nouvelle fois à la mairie de la capitale, remportant 50,9 % des suffrages et 11 conseillers sur 17 aux élections du 29 septembre 2013, marquées par une très forte abstention de 54,9 %.

### Secrétaire général du Parti socialiste

#### Victoire aux primaires ouvertes
À la suite des élections européennes du 25 mai 2014, qui donnent au PS un score décevant, le secrétaire général du parti António José Seguro convoque des primaires ouvertes pour le 28 septembre suivant, en vue de désigner le chef de file du parti pour les prochaines élections législatives. Costa décide de s'y présenter contre Seguro. Le 2 septembre, il reçoit le soutien des socialistes historiques Jorge Sampaio, António de Almeida Santos, Manuel Alegre et José Vera Jardim.
Il remporte le scrutin sans difficulté. Sa candidature totalise effectivement 118 454 voix sur les 174 516 suffrages exprimés, ce qui lui accorde 67,88 %. Il devient de facto le chef de l'opposition.

#### Seul candidat au congrès extraordinaire
Cette écrasante victoire amène Seguro à remettre sa démission. En conséquence, un congrès anticipé est convoqué pour le mois de novembre. Lors du vote des adhérents pour le secrétariat général, les 21 et 22 novembre, Costa est le seul candidat en lice ; il totalise 22 702 voix sur 23 697 votants et 47 727 inscrits, soit un score de 95,8 % des exprimés pour 49,7 % de participation.
Il démissionne le 6 avril 2015 de la mairie de Lisbonne, après un mandat de plus de sept ans. Il cède son poste à Fernando Medina, adjoint au maire chargé des Finances, des Ressources humaines et du Tourisme, et cadre du PS.

### Premier ministre

#### De la déception des législatives à la coalition de gauche

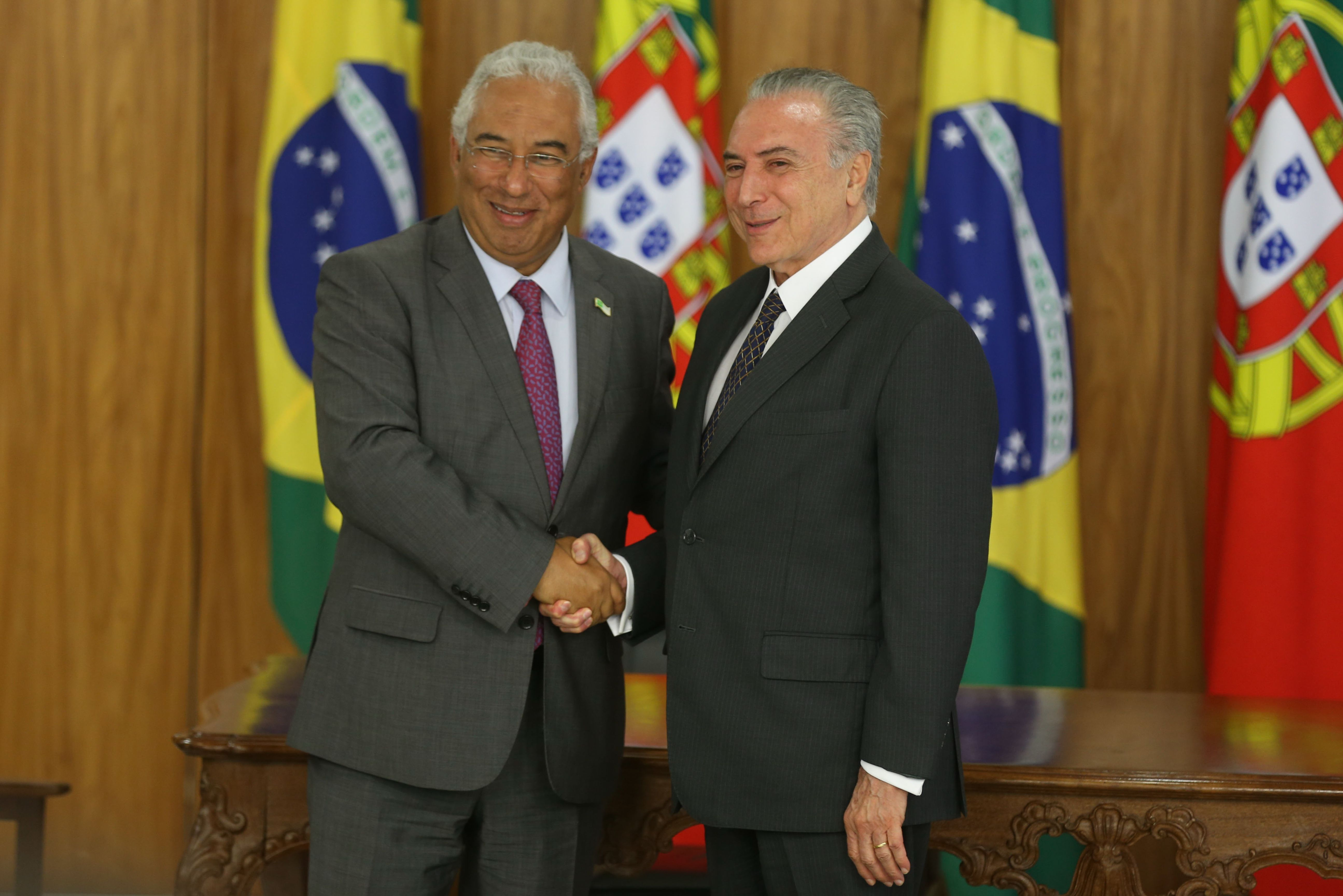
Michel Temer reçoit António Costa, à gauche, le 1er novembre 2016.

Lors des élections législatives du 4 octobre 2015, le PS totalise 32,4 % des voix et 86 députés sur 230, soit une progression de 12 élus, mais n'arrive que deuxième derrière la coalition au pouvoir. Il entreprend alors des discussions avec l'ensemble des partis représentés à l'Assemblée. À l'issue de celles-ci, il décide d'ouvrir des négociations avec le Bloc de gauche (BE) et la Coalition démocratique unitaire (CDU). Le 23 octobre, bien qu'il ait indiqué être en mesure de former une majorité, le président de la République Anibal Cavaco Silva désigne le sortant Pedro Passos Coelho Premier ministre.
Les négociations à gauche continuent pour autant et le 7 novembre, la commission nationale du PS adopte un programme de gouvernement, amendé par les accords avec la CDU et le BE, par 163 voix pour et 7 contre. Bien que le député européen Francisco Assis ait animé le début d'une fronde interne les jours précédents, le texte est validé à une très large majorité. L'entente entre les trois partis de gauche reçoit le surnom de « geringonça » (en français : « le truc » ou « le machin »).
Le 24 novembre, après deux entretiens avec Cavaco Silva et un échange de courriers afin de lever les doutes du chef de l'État sur la stabilité du futur cabinet, António Costa est désigné formateur du XXIe gouvernement constitutionnel.

#### Programme, gouvernement et investiture

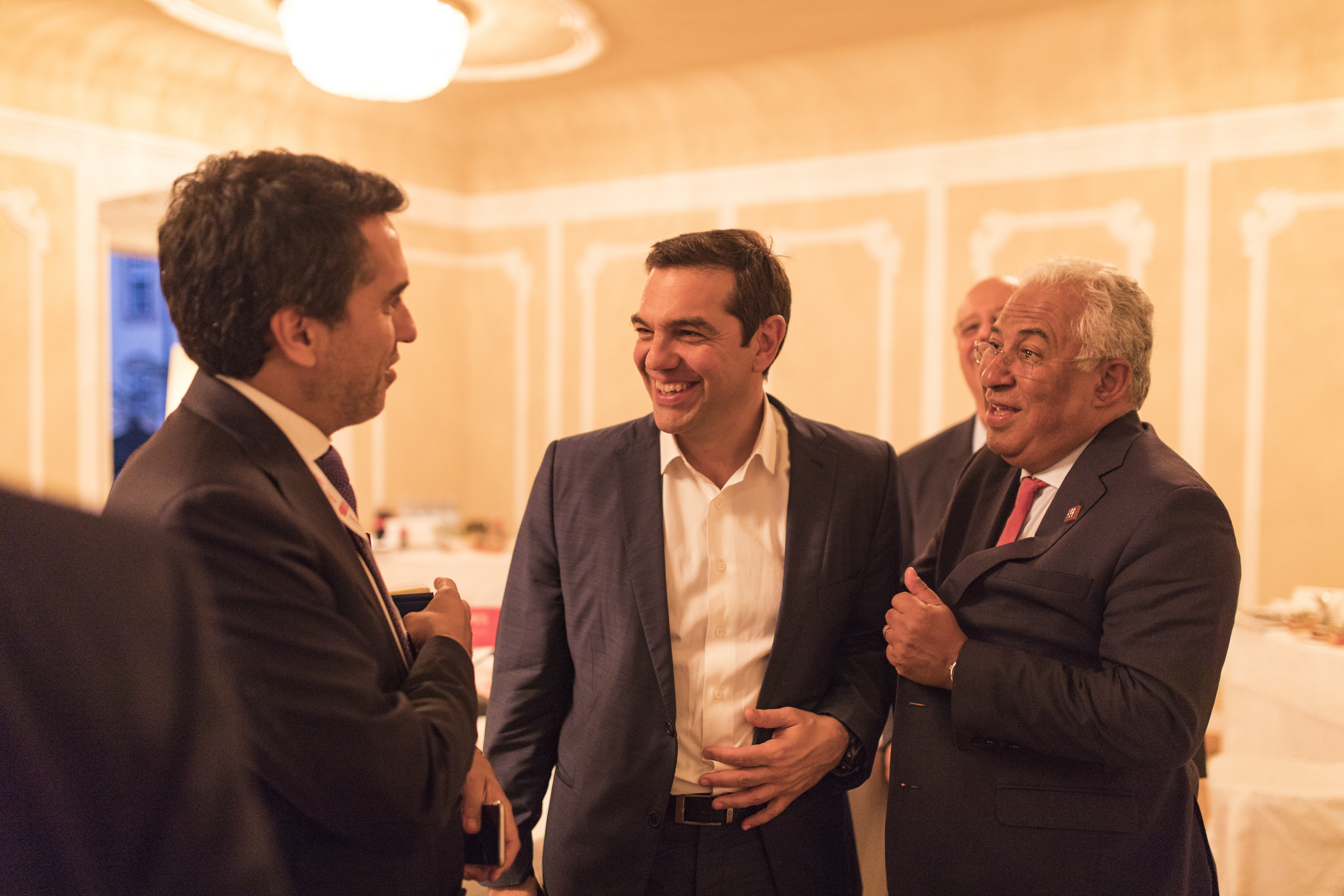
Alexis Tsipras, au centre, et Antonio Costa, à droite, à la réunion préparatoire du Parti socialiste européen (PSE), en 2018.

Il est assermenté deux jours plus tard au palais national d'Ajuda, avec l'ensemble de son cabinet, qui compte dix-sept ministres, dont neuf indépendants et quatre femmes. À cette occasion, il assure la restauration du ministère des Transports, qui prend le nom de « ministère de la Planification et des Infrastructures », du ministère de la Science et du ministère de la Mer, disparu en 1995. Maria Manuela Marques Leitão est la première femme ministre de la Présidence, et Francisca Van Dunem la première femme noire nommée au gouvernement. En outre, l'exécutif voit le retour d'Augusto Santos Silva, désormais ministre des Affaires étrangères, et de José Vieira da Silva aux fonctions de ministre du Travail.
Il est réélu secrétaire général du PS par les militants le 22 mai 2016. À la tête d'une motion stratégique intitulée « Réaliser l'alternative, consolider l'espoir », il capte 95,3 % de suffrages favorables et fait élire 1 740 des 1 763 délégués au XXIe congrès.

#### Second mandat
Les élections législatives portugaises de 2019 voient la victoire du Parti socialiste. S'il échoue de peu à décrocher la majorité absolue, le parti de centre gauche arrive largement en tête. António Costa sort renforcé des élections.
Du côté des alliés du gouvernement, la Coalition démocratique unitaire, de gauche radicale, enregistre son plus mauvais résultat depuis sa création en 1987, tandis que le Bloc de gauche stagne à un résultat presque identique à 2015 et conserve ainsi la troisième place et le même nombre de sièges. Les législatives connaissent par ailleurs une abstention record de 45,50 % des inscrits.
Aucun des partis n'ayant remporté seul la majorité de 116 sièges, des négociations devraient s'ensuivre entre Costa et ses alliés pour la reconduction de la Geringonça soutenant le gouvernement sortant. Les transferts de sièges lui permettent également de n'avoir désormais besoin que de l'un des deux parti pour avoir la majorité. Le PS élargit également les pourparlers en vue des négociations aux partis Personnes–Animaux–Nature et Livre.
Le 8 octobre, Costa est chargé de former le XXIIe gouvernement constitutionnel par le président Marcelo Rebelo de Sousa. Cette nouvelle équipe de 19 ministres — la plus paritaire de l'histoire du pays avec 42 % de femmes et la plus importante avec ses 19 ministères — est assermentée deux semaines et demi plus tard, le 26 octobre, par le chef de l'État.
Le projet de loi de finances du gouvernement pour 2022 est rejeté par les députés en octobre 2021. Le Bloc de gauche et le Parti communiste, qui s'étaient abstenus lors du vote du budget pour l'année 2021, ont cette fois voté contre, reprochant à l’exécutif de consacrer trop peu de fonds aux services publics et à l'amélioration du pouvoir d’achat. Des élections anticipées pourraient être organisées. Le rejet du projet de budget intervient dans un contexte de tensions sociales, les syndicats d'enseignants et de personnels soignants ayant appelé à des manifestations pour dénoncer le manque d'investissements dans les secteurs de l'éducation et de la santé.

#### Popularité et affaires politiques
En 2017, António Costa continue de bénéficier d'une forte popularité (63 % d'opinions favorables contre 25 % de défavorables) et la rupture avec les politiques d'austérité de ses prédécesseurs lui permet d'obtenir les meilleurs résultats économiques du siècle. Sa politique économique lui permet de dépasser largement les partis de droite selon les sondeurs, du fait d'une croissance économique solide et stable.
Lors des élections municipales du 1er octobre, le Parti socialiste sort grand vainqueur avec 38 % des voix et 158 maires sur 308. Il s'impose notamment à Lisbonne avec 42 % des suffrages exprimés, soit 20 points de mieux que la présidente du CDS – Parti populaire Assunção Cristas.
Au cours de l'année 2017, plus de 100 personnes trouvent la mort dans des incendies de forêt. Vertement critiqué par l'opposition, Costa s'engage à mener des « réformes profondes » dans l'aménagement forestier et la lutte contre les incendies. Alors que la ministre de l'Intérieur Constança Urbano de Sousa remet sa démission, le président de la République Marcelo Rebelo de Sousa demande à l'exécutif de « tirer toutes les conséquences de cette tragédie ».

#### Résultats économiques
En respect des accords passés avec le Parti communiste portugais et le Bloc de gauche, le gouvernement fait voter le rétablissement des 35 heures dans le secteur public, de quatre jours fériés et une augmentation du salaire minimum, passant de 600 à 740 euros en janvier 2019, soit une hausse de 24 % en 3 ans,,. Il décide, après la victoire des socialistes aux législatives de 2022, de commencer la mise en place progressive des 32 heures. Les investissements publics sont toutefois faibles, alors que le gouvernement choisit de renflouer les banques privées avec de l'argent public (Novo Banco reçoit 1,9 milliard en 2019).
En mars 2018, l'Institut national des statistiques (INE) indique que la croissance économique a atteint 3 % du PIB en juillet 2017, ce qui en fait le meilleur taux pour cet indicateur depuis le début du XXIe siècle. En juillet 2019, le gouvernement dégage un excédent budgétaire de 0,5 % du PIB, supprimant ainsi la situation de déficit du budget portugais existant depuis 1995. Trois ans plus tôt, ce déséquilibre des comptes publics atteignait 3 % du produit intérieur brut,. Le taux de chômage diminue jusqu'à passer à 5,6 % en juillet 2020, au plus bas depuis 2002, contre 12 % à son arrivée. Le chômage des jeunes, très élevé dû à la crise économique, passe de 30 % lors de son arrivée à moins de 19 %, soit son plus faible niveau depuis 2009.
Sous son mandat, le PIB augmente de 18 %, passant de 200 à 245 milliards d'euros. La dette publique, équivalente à 130 % du PIB en 2016 baisse légèrement pour atteindre 118 % en 2019, soit son plus bas niveau depuis l'entrée en crise du Portugal en 2011. L'inflation quant à elle est maîtrisée aux alentours de 1 %, les salaires et les pensions de retraite étant indexés dessus. Cependant, les bons résultats économiques du pays ne freinent pas l'émigration des jeunes qualifiés, tandis que la chute du taux de chômage est en partie liée au recul de la population active. Si la dépense publique et les salaires n'augmentent pas véritablement, l'écart de revenu entre les 20 % les plus riches et les 20 % les plus pauvres tend à diminuer.
La baisse du chômage masque également le recours à des emplois peu rémunérés. Environ la moitié des embauches se font désormais à durée déterminée. Le nombre de travailleurs précaires est en augmentation et la moitié des heures supplémentaires effectuées par les salariés en 2018 n'ont pas été payées. Cette situation entraîne quelques tensions au sein de la majorité parlementaire : le Bloc de gauche, partenaire critique du gouvernement, estime que « sur la législation du travail, nous avons très peu avancé, voire régressé. Avec l'aide de la droite et du patronat le gouvernement a validé la généralisation des contrats précaires de très courte durée. En somme, ce que la Geringonça [accord entre les partis de gauche afin de constituer une majorité] a permis de construire avec la revalorisation des salaires, le gouvernement l'a miné à travers la précarisation des salariés. »
Au cours de l'été 2017, le gouvernement est l'objet de vives critiques après la mort de près de soixante-dix personnes et la destruction de trente mille hectares de forêts dans de gigantesques incendies. Le gouvernement socialiste a notamment poursuivi une politique de restriction budgétaire, de diminution des effectifs de gardes forestiers et de privatisation des moyens aériens de lutte contre les incendies. Après la tragédie, le gouvernement entreprend de racheter au secteur privé (pour sept millions d'euros) le réseau Siresp (système de communication entre secours), jugé largement défaillant . En mars 2018, l'équivalent de 103 % de l'électricité nécessaire au pays est produite grâce aux sources d'énergie renouvelable, notamment grâce aux éoliennes, provoquant un surplus d'électricité à stocker. Ainsi, le Portugal est proche du 100 % d'énergie renouvelable, dépassant de loin les pays les plus développés d'Europe.
En janvier 2020, le gouvernement décide, avec ses alliés de la gauche radicale, la suppression de l’avantage fiscal pour les retraités étrangers s'établissant au Portugal pour 5 ans qui ne payaient pas d’impôt sur le revenu. Le premier ministre propose une taxation à hauteur de 10 % de leurs revenus. Le gouvernement souhaite aussi accentuer la lutte contre la précarité et les inégalités. Ainsi, les jeunes diplômes bénéficieront d’allègements fiscaux pendant 2 ans. De même, les personnes handicapées auront droit à de nouvelles prestations sociales pour favoriser leur l'intégration, et le gouvernement souhaite aussi relancer la construction de logements, face à l'augmentation du nombre de sans-abris. Enfin, le budget 2020 prévoit un renforcement de l'enveloppe budgétaire de la santé de 800 millions d'euros à cet effet. Ce budget entend financer la rénovation et la modernisation des infrastructures et des équipements de santé, et l'embauche de plus de médecins, de techniciens et autres professionnels de la santé. Après dix ans de gel des carrières dans la fonction publique et de longues et houleuses négociations ces dernières années, la loi de finance pour 2020 prévoit une augmentation des salaires de 0,3 %, et la promesse d'une revalorisation annuelle des salaires dans l'administration publique.

#### Pandémie de Covid-19
Dans le cadre de la pandémie de Covid-19, le gouvernement prend la décision le 12 mars 2020 d'ordonner la fermeture des écoles, des boîtes de nuit, le débarquement des passagers des navires de croisière et la limitation des visites dans les maisons de retraite. À ce moment, le pays ne compte que 78 cas recensés, aucun décès et les Portugais avaient déjà anticipé le confinement en retirant leurs enfants des écoles et en renonçant à fréquenter les commerces,.
Le président de la République Marcelo Rebelo de Sousa proclame le 18 mars l'état d'urgence, pour la première fois depuis 1974. António Costa explique que cette mesure permet à son gouvernement de prendre les mesures pour prévenir l'expansion de la maladie à coronavirus. Dix jours plus tard, l'exécutif prend la décision d'accorder à tous les étrangers ayant déposé une demande de régularisation les mêmes droits que les détenteurs de la citoyenneté portugaise et de renouveler automatiquement tous les permis de séjour arrivant à échéances. Le 2 avril, l'Assemblée de la République adopte avec les seules voix du PS la proposition de loi du gouvernement sur le moratoire des loyers. Les particuliers sont ainsi autorisés à ne pas payer leur loyer, à condition d'avoir perdu au moins 20 % de leurs revenus et que le loyer pèse pour 35 % au moins dans le budget du ménage ; le propriétaire pourra alors demander une aide de l'État en compensation, à condition d'avoir perdu au moins 20 % de ses revenus en raison du non-paiement du loyer.
Alors que ces mesures affectent fortement une économie nationale et des finances publiques que le gouvernement de Costa était parvenu à redresser depuis 2015, le Premier ministre annonce le 20 avril une levée progressive des mesures de confinement pour le 2 mai suivant. Il prévoit notamment l'obligation de porter un masque dans les transports, de favoriser les horaires de travail décalés, de rouvrir les crèches, collèges et lycées, les commerces de proximité, et de restreindre l'accès aux plages pendant la période estivale.

#### Troisième mandat

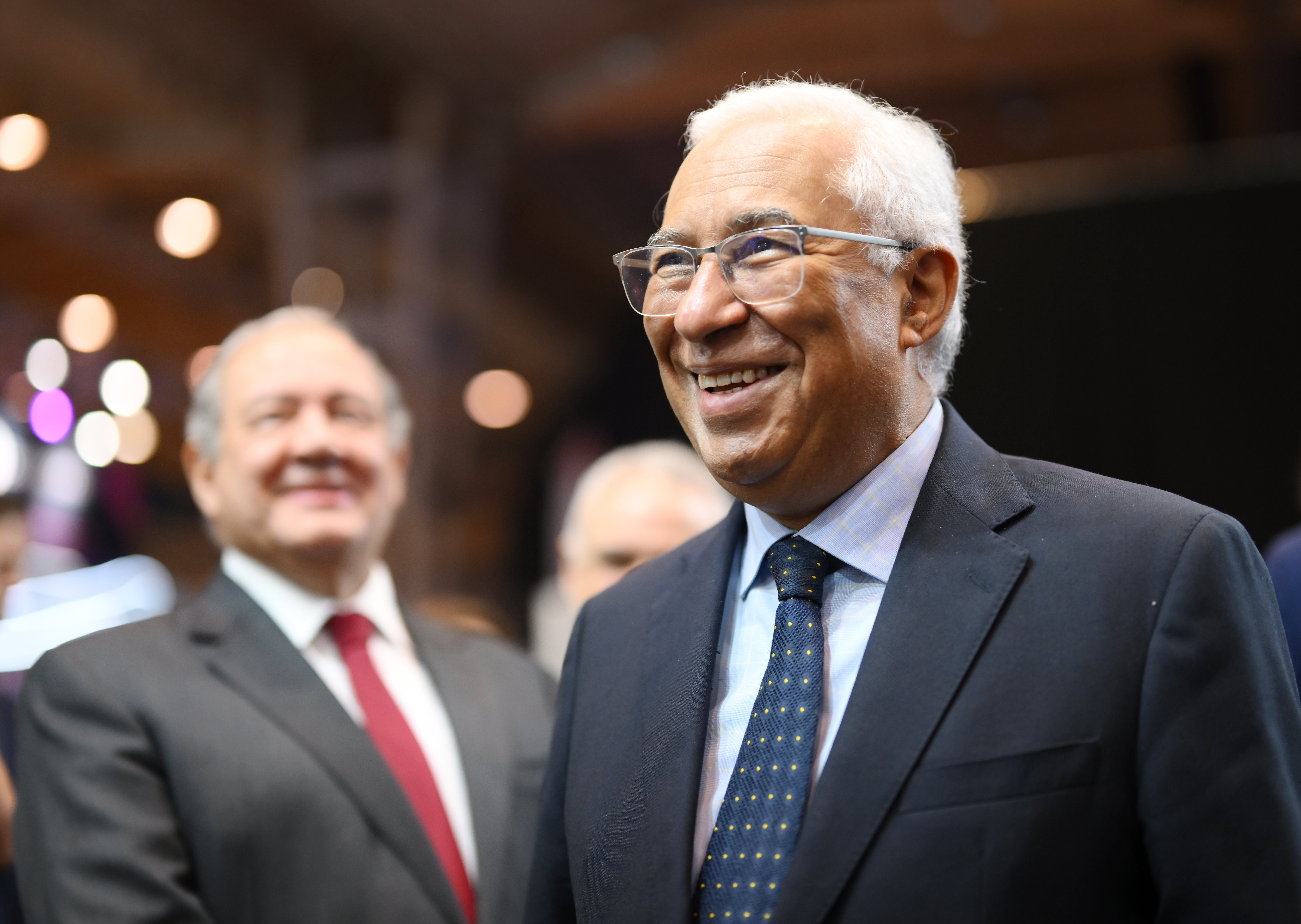
António Costa en 2022.

Bien que disposant d'une majorité absolue depuis les élections législatives de 2022, lui permettant de gouverner sans le soutien de ses anciens partenaires de gauche, António Costa est confronté pour son troisième mandat à une forte baisse de popularité.
Les mouvements sociaux se multiplient à partir de la fin de l'année 2022 contre les bas salaires et l'envolée des prix, en particulier des logements, alors qu'il est reproché au gouvernement de ne pas investir dans le secteur public et de distribuer beaucoup d'argent aux entreprises privées et banques menacées de faillite. L'économiste José Reis sougline : « Le gouvernement est très respectueux de l'orthodoxie budgétaire et des règles de la gouvernance européenne, au point qu'il semble à présent qu'il y a deux pays, celui de la macroéconomie, aux résultats remarquables, et celui de la vie des gens, confronté à un véritable problème de répartition des richesses, avec des profits qui augmentent beaucoup plus vite que les salaires ». Le Parti communiste portugais et le Bloc de gauche reprochent notamment à António Costa de ne pas revenir sur la dérégulation du marché du travail décidée par la droite en 2012-2013.
En parallèle, une série de scandales conduit à la démission d'une douzaine de membres du gouvernement. C'est notamment le cas de la ministre de la Santé, Marta Temido, en pleine crise des urgences hospitalières, ou d'Alexandra Reis, secrétaire d’État au Trésor, dont il est révélé qu'elle a quitté TAP Air Portugal avec une indemnité de 500 000 euros alors que l'entreprise subissait un plan de suppression d’emplois et de baisses des salaires.

#### Démission
Le 7 novembre 2023, António Costa remet sa démission au président de la République, Marcelo Rebelo de Sousa. Cette décision intervient quelques heures après que la justice a révélé que son nom est apparu dans une enquête pour corruption, baptisée opération Influencer (en), relative à l’attribution de concessions d'exploration de lithium et de production d'hydrogène et dans laquelle son directeur de cabinet et le ministre des Infrastructures sont directement mis en cause. Sa résidence officielle a été perquisitionnée le matin même, les enquêteurs soupçonnant le Premier ministre d'être intervenu dans le déblocage de plusieurs procédures. Lors des perquisitions, 78 000 euros en petites coupures, dissimulés dans les livres d'une bibliothèque ou dans des caisses de vin, sont retrouvés dans le bureau du directeur de cabinet d'António Costa, au sein de la résidence officielle de ce dernier.
Le chef de l'État annonce dans la foulée avoir accepté la démission du Premier ministre, puis convoquer les partis politiques représentés à l'Assemblée de la République ainsi que le Conseil d'État dans les deux jours qui suivent, évoquant ouvertement sa volonté d'organiser des élections législatives anticipées. Le 9 novembre, Marcelo Rebelo de Sousa confirme son intention de dissoudre le Parlement et convoquer des élections anticipées le 10 mars 2024.
Son mandat avait néanmoins peu de chances de courir jusqu'à son terme en raison du contexte politique, analyse Le Monde : « Si la brusque démission du Premier ministre lors d’une enquête de corruption a pris le pays par surprise, bien peu de Portugais croyaient en réalité qu’António Costa pourrait aller au bout de son mandat. Beaucoup l’imaginaient démissionner et briguer un poste à Bruxelles après les élections européennes de 2024, surtout si celles-ci confirmaient la percée de la droite dans le pays, anticipée par les sondages ». Le ministère public reconnaît le 14 novembre que, dans la transcription d'une écoute téléphonique, António Costa a été confondu avec son ministre de l'Économie, António Costa Silva, mais le nom du Premier ministre est bel et bien cité dans des dizaines d'écoutes.
En juin 2024, António Costa est nommé pour être le futur président du Conseil européen, par les chefs d'État européens.

### Vie privée
Marié, il est père de deux enfants, il se réclame de l'agnosticisme. Il est le fils de la journaliste Maria Antónia Palla et de l'écrivain Orlando da Costa (pt), militant du PCP, d'origine française et indienne. Ses racines familiales remontent à Goa, en Inde. António Costa parle couramment français et espagnol[réf. nécessaire].

## Décorations

### Nationales
- Grand-croix de l'ordre de l'Infant Dom Henri (1er mars 2001)[61].

### Étrangères
- Grand-croix de l'ordre de Mérite du grand-duché de Luxembourg. Il est décoré le 6 juin 2019, par le Premier ministre Xavier Bettel[62].
- Grand-croix de l'ordre du Rio Branco (29 mai 2023)[63]
- Commandeur de l'ordre du Rio Branco (19 mai 2014)[64].
- Grand-croix de l'ordre du Mérite du Chili (31 août 2010)[64].
- Commandeur de l'ordre de la Croix de Terra Mariana (16 juillet 2010)[64].
- Grand-croix de l'ordre de l'Honneur (21 avril 2017)[64].
- Grand-croix de l'ordre de Saint-Grégoire-le-Grand (3 septembre 2010)[64].
- Grand cordon de l'Ordre du Trésor sacré (16 février 2015)[64].
- Grand-croix de l'ordre du Mérite (Lituanie) (16 juillet 2010)[64].
- Grand-croix de l'ordre royal norvégien du Mérite (25 septembre 2009)[64].
- Commandeur avec étoile de l'ordre du Mérite (16 février 2015)[64].
- Commandeur avec Étoile de l'Ordre Polonia Restituta (18 juillet 2012)[64].
- Grand-croix de l'ordre pro Merito Melitensi (23 novembre 2010)[64].
- Grand-croix de l'ordre de Charles III (25 novembre 2016)[65].